# Ambassade du Canada en Arabie saoudite
L'ambassade du Canada en Arabie saoudite est la représentation diplomatique du Canada en Arabie saoudite. Ses bureaux sont situés dans le quartier diplomatique Al Safarat, dans la capitale saoudienne Riyad.

## Mission
Cette ambassade est responsable des relations entre l'Arabie saoudite et le Canada et offre des services aux Canadiens en sol saoudien. Sa mission s'étend aussi au Yémen, à Bahreïn et à Oman (où on retrouve un consulat).
L'ambassade est appuyée par un consulat à Djeddah.

## Historique
Le 5 août 2018, l'Arabie saoudite expulse l'ambassadeur du Canada en accusant le pays de s'ingérer dans ses affaires intérieures en critiquant la répression de militants saoudiens opposés au régime. Depuis, l'ambassade est toujours en fonction, mais elle ne possède pas d'ambassadeur.

## Ambassadeurs
- 1973 - 1974 : Jacques Gilles Bruno Gignac
- 1974 - 1974 : Jean-Pierre Lefebvre (chargé d'affaires)
- 1974 - 1976 : Michael Shenstone
- 1976 - 1979 : Edward Lucien Bobinski
- 1979 - 1980 : William John Jenkins
- 1981 - 1982 : Jacques Silva Roy
- 1982 - 1985 : Dwight Wilder Fulford
- 1985 - 1989 : George Douglas Valentine
- 1989 - 1993 : Allan Norman Lever
- 1993 - 1996 : Peter Sutherland
- 1996 - 2000 : Daniel Edward Hobson
- 2000 - 2003 : Melvyn MacDonald
- 2003 - 2007 : Roderick Bell
- 2007 - 2009 : Ronald Davidson
- 2009 - 2012 : David Chatterson
- 2012 - 2015 : Thomas MacDonald
- 2015 - 2018 : Dennis Horak
- Depuis 2018 : Aucun